# بوب كيلي (مدير)
بوب كيلي (بالإنجليزية: Bob Kiley)‏ هو مدير بريطاني، ولد في 16 سبتمبر 1935 في منيابولس في الولايات المتحدة، وتوفي في 9 أغسطس 2016 في تشيلمارك في الولايات المتحدة.